# Эльц (приток Неккара)
Эльц (нем. Elz) — река в Германии, протекает по земле Баден-Вюртемберг. Правый приток Неккара.
Эльц берёт начало в местечке Обер-Шайденталь коммуны Мудау. Течёт в южном направлении. Впадает в Неккар в черте города Мосбах (в районе Неккарельц).
Общая длина реки составляет около 39 км. Высота истока составляет 540 м, высота устья 133 м.
Речной индекс 23892.